# Omar Colley
Omar Colley (Lamin, 24 de outubro de 1992) é um futebolista gambiano que atua como zagueiro. Atualmente defende o Al-Diraiyah da Arábia Saudita.